# Бужор (Молдова)
Бужор (рум. Bujor) — село у Гинчештському районі Молдови. Утворює окрему комуну.

## Населення
За даними перепису населення 2004 року у селі проживали 3615 осіб.
Національний склад населення села:
| Національність       | Кількість осіб | Відсоток   |
| -------------------- | -------------- | ---------- |
| молдавани румуни     | 3515 76        | 97,2% 2,1% |
| українці             | 13             | 0,4%       |
| росіяни              | 8              | 0,2%       |
| болгари              | 1              | < 0,1%     |
| інша / без відповіді | 2              | 0,1%       |
| Всього               | 3615           | 100%       |